# Hollókő
Hollókő é uma povoação do nordeste da Hungria, no Nógrád (condado). Em 2001 tinha 387 habitantes. Constitui um exemplo singular de uma modesta povoação palocz que — desenvolvida ao longo de uma única rua onde se destacam as ruínas de um castelo do século XIV — continuou as tradições agrícolas à margem da revolução do século XX. Em 1987, foi declarada Património Mundial da Humanidade pela UNESCO.

## Galeria

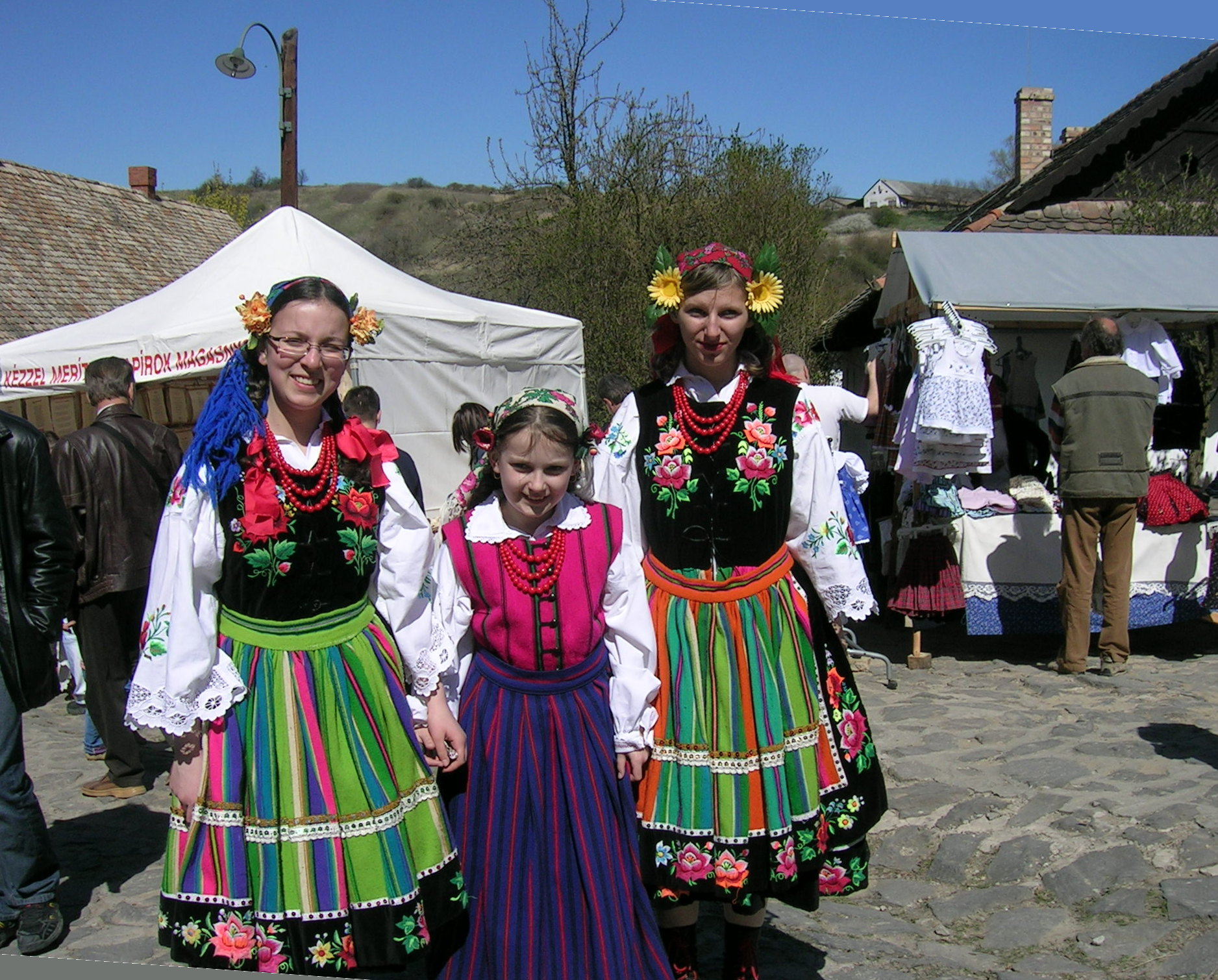
Traje tradicional palocz.
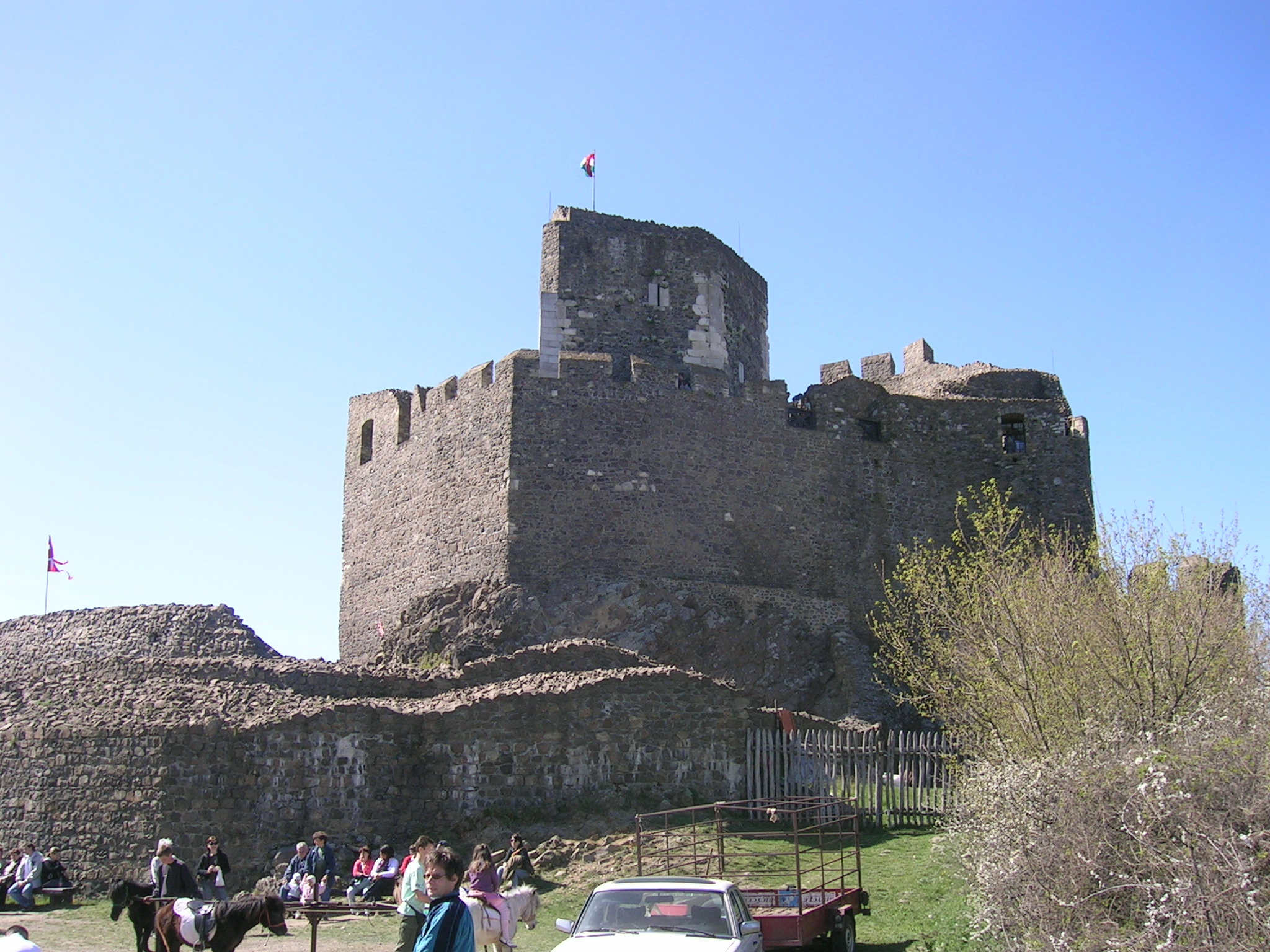
Castelo de Hollókő.
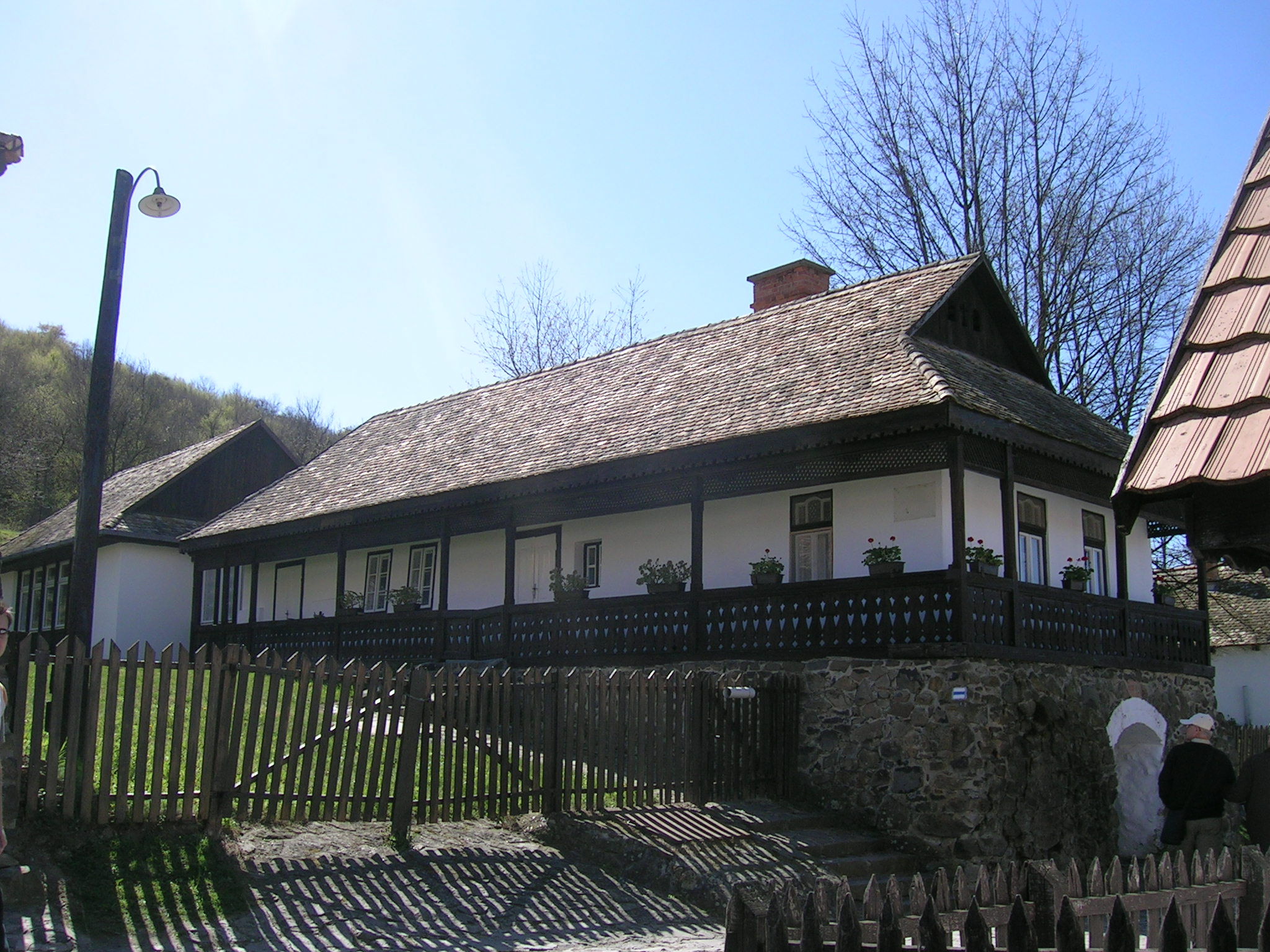
Casa típica palocz